# 攻殻機動隊2 MANMACHINE INTERFACE
『攻殻機動隊2 MANMACHINE INTERFACE』（こうかくきどうたい2 マンマシーン インターフェース）は、士郎正宗による漫画で『攻殻機動隊 THE GHOST IN THE SHELL』の続編という位置づけである。前作と比較するとガンアクションが減少し、過半が電脳戦闘で占められている。
『週刊ヤングマガジン』掲載分に大幅に加筆修正と書き下ろしが加えられ、2000年にポスター、クリアファイル、フチコマ可動フィギュア等を同梱した豪華版「SOLID BOX」が、翌年に通常版が発売された。豪華版では過激な性描写のあった一部ページが通常版では削除されている。

## あらすじ
『攻殻機動隊 THE GHOST IN THE SHELL』から4年5ヵ月後の2035年3月6日。草薙素子の11番目の同位体でポセイドン・インダストリアル社考査部長である荒巻素子が、同社の豚クローン臓器培養施設襲撃事件を調査していく内に、他の草薙素子同位体達と遭遇していく。

## 登場人物

### ポセイドン・インダストリアル
荒巻素子
草薙素子の11番目の同位体で、ポセイドン・インダストリアル社の考査部長。既に4人のゴーストと融合しており、世界のあちこちに武装やデコットを配置している。草薙素子と人形使いの系譜だけあって優れた戦闘センスと電脳戦闘能力を有する。融合以前は7年間小さなピアノ教室の講師だった（本人談）。
クロマ
素子がアルグリンへの依頼時に使用したデコット（遠隔操作義体）。裏社会ではこの名前で有名らしい。なお『攻殻機動隊1.5』では、オリジナルの草薙素子が同じ偽名を使っている。
支援AI
素子を「師匠」と呼ぶ支援プログラム群。基本的に電脳空間での活動が主だが、必要に応じデコットで現実空間も行動する。素子が呆れるほど「構造解析」に対して興奮し、実行したがる。
「構造解析」好きな性格は、「S.A.C.」シリーズのタチコマ達に反映されている。
アンタレス
ポセイドン・インダストリアル社長室顧問で専属の霊能者。託体施設の草薙素子の分裂した意思でもある。その霊能力は魂合環と関係があるらしいが、詳細は不明。
社長
ポセイドン・インダストリアルの社長。モナビア要人との会談で暗殺されたが、それはデコットであり、本体は宇宙の託体施設にある。
グレス
荒巻素子の秘書。作中で家族が交通事故で重体となり、素子のはからいで素子専用飛行機で帰省する。
リー
保安部長。素子を疑っている。問題が生じた際には積極的に動くタイプだが、作中では素子に翻弄されていた。公安9課に知り合いがいる。
ハブ
保安部員。モナビア要人との会談でウイルスに乗っ取られる。
ジム
保安部員。
レプリス
モナビアのクローン臓器培養施設の責任者。素子により移転する施設の責任者に推挙されるが、本人は素子に隔意を抱く。

### スターバト・マーテル
ミレニアム
スターバト・マーテルというサイバードーム・ゲームの主催者。その立場を利用してポセイドン・インダストリアルに干渉してくるが、素子の逆襲により制圧される。彼女も20番目の草薙素子の同位体であるが、実際には草薙素子の手駒でしかなかった。

### 日本霊能局
魂合環（たまい・たまき）
日本霊能局所属の審霊官。強力な霊能力を持ち、物理限界を無視して素子に干渉してくる。霊能局で霊視をしている彼女は清楚なのだが、素子に接触してくる際にはかなり軽い性格をしており、清楚な環しか知らない素子を戸惑わせる。
幼少の頃、義体化したばかりの草薙素子オリジナルと接触しているらしい。物語の終盤で彼女が草薙素子の利用可能な駒であると明かされるが、詳細は不明。
五十鈴
日本霊能局長。「攻殻1」最終話では地霊を鎮めるため阿蘇に行っていた。荒巻とは友好的な関係であり、環の霊視を解説する。

### 公安9課
荒巻大輔
容姿や性格に変更はない。霊能局が荒巻素子を監視する場に、バトーを伴って立ち会った。
バトー
前作とは違い、ほぼスキンヘッドで登場（同じ義眼のボーマと区別がつきにくいが、鼻筋や頬骨の描き方やわずかに残った頭髪、軽口の叩き方等からバトーと推測される）。ポセイドンのリー保安部長とは交友があるらしい。

### その他
草薙素子

スピカ
草薙素子の分裂したもう一つの意思。アンタレスとは違い、草薙素子のゴースト内でのみ登場。
ラハムポル博士
人工生命工学の権威で珪素生命体の設計図を作成した。インドの数学者との会談後、海賊に殺害される。設計図は、偶然その海賊を制圧した荒巻素子が入手する。
ドクター
物語序盤で素子と接触する人物。素子から武装やセボットの設計を請け負う代わりに荒事を依頼しているらしい。優れた技術を持ち、素子が同位体以外で最も対等に近い人間関係を結んでいる人物ともいえる。
アルグリン
素子（クロマ）がモナビア会談襲撃犯の追跡を依頼した電脳探偵。その手腕は悪くないのであろうが素子には及ばない。素子が提供した防壁を使用しているため、反撃を受けた際追跡しやすいので囮として使われる。案の定、ミレニアムに制圧されるが間一髪逃れることに成功する。アングラの住民で用心深く、登場したのは全てデコットであった。
サイボーグ婦警
本名不明。同僚の警官とパトロール中、ポセイドン社長襲撃犯を追う素子にデコット代わりに義体を乗っ取られてしまう。複数の射撃制御ソフトをインストールしていたせいで機能衝突（コンフリクト）が起き、射撃能力に不具合を生じていたが、素子が不要なソフトを除去調整したために解消された。

## 作中用語
素子同位体
前作で「人形使い」と融合した草薙素子がネットに放った「人形使い」のコピーと融合した存在。親の能力を継承し高い戦闘センスと電脳スキルを持つようになると推測される。
デカトンケイル
世界に限られた数しか存在しない超高性能AI。スーパーコンピューターのようなもの。荒巻素子はミレニアム攻撃の際、ポセイドン社のデカトンケイルを無許可使用した。草薙素子も託体施設に同級のAIを保有している模様。名称はヘカトンケイルに由来する。なお雑誌掲載時は名称が「α級人工知能」となっていた。
デコット
デコイ＋ロボットの造語。言わば脳殻の無いサイボーグのようなもので、外部からのコントロールによって動作するため、自然に振舞うには使用者にかなりの電脳スキルが必要とされる。作中では荒巻素子、ポセイドン社長、アルグリンが使用している。また荒巻素子は、劇中でサイボーグ婦警の義体を一時的に乗っ取ってデコットの様に遠隔操作している。
義体制御ソフトウェア
サイボーグの人工四肢を制御して特殊な動作を行わせるソフトウェア。格闘や射撃などの運動・戦闘能力を訓練無しに向上させる事が可能になる。荒巻素子が乗っ取ったサイボーグ婦警は複数の射撃制御ソフトを入れていた為に機能衝突（コンフリクト）を起こして不具合が生じていた。
セボット
センチメートルロボットの略。1 - 10cmクラスの大きさで昆虫型をしていることが多い。荒巻素子は衛星制圧用蜘蛛型セボットの設計を発注したり、蜂型セボットを連絡用に使用している。
ヒトブタ
臓器移植の移植用臓器の不足を解消するためバイオテクノロジーにより作り出された、人間の内臓を持つクローン豚。ポセイドン社も生産に関わっているが、倫理上・宗教上の問題が未解決であり、生産施設がテロの標的となる事も多い。なお、現実世界の2022年、実際に遺伝子操作された豚の心臓を人間に移植する手術がアメリカで行われた。
託体施設「眠れる宇宙」
衛星軌道上に存在する秘密クラブ的施設。利用者はゲル状物質で満たされたカプセルの中に保管されている。ポセイドン社長はここからデコットをコントロールして会社を経営していた。草薙素子は創立メンバーの最も有力な１人であり、メンテナンスロボットの数の多さや脱出口に最も近い位置にいるなどの特権を得ている。施設内部にはデカトンケイル級の高性能AIが存在するらしい。
珪素生命体
人工生命工学の権威ラハムポル博士が設計したもの。不死のAIとは違い、生老病死を持つが劣化しない完全な模倣子を持つため、経験や記憶を劣化無しで子孫に引き継ぐ模様。草薙素子は人間の認知限界の壁を越える要素になると期待しているが、荒巻素子は人類に対する反乱防止機構を持たない珪素生命体が敵対する可能性を危惧しており、その扱いは両者が今後も協議を継続することとなった。霊視では「複雑成る者」と称されている。